# Standish (Maine, város)
Standish város az USA Maine államában, Cumberland megyében. Lakosainak száma 10 244 fő (2020. április 1.).

## Népesség
A település népességének változása:

| 2010 | 9 874  |
| 2020 | 10 244 |